# Eleições legislativas portuguesas de 1987 no distrito de Viseu
| Eleições legislativas portuguesas de 1987 Distritos: Aveiro \| Beja \| Braga \| Bragança \| Castelo Branco \| Coimbra \| Évora \| Faro \| Guarda \| Leiria \| Lisboa \| Portalegre \| Porto \| Santarém \| Setúbal \| Viana do Castelo \| Vila Real \| Viseu \| Açores \| Madeira \| Estrangeiro |

## Resultados por Concelho
Os resultados nos concelhos do Distrito de Viseu foram os seguintes:

### Armamar
| Partido                 | Partido                        | Votos | %               | +/-   |
| ----------------------- | ------------------------------ | ----- | --------------- | ----- |
|                         | Partido Social Democrata       | 3 515 | 72,19 / 100,00  | 32,46 |
|                         | Partido Socialista             | 506   | 10,39 / 100,00  | 2,41  |
|                         | Centro Democrático e Social    | 250   | 5,13 / 100,00   | 11,73 |
|                         | Coligação Democrática Unitária | 218   | 4,48 / 100,00   | 2,70  |
|                         | Partido da Democracia Cristã   | 74    | 1,52 / 100,00   | 1,25  |
|                         | Partido Renovador Democrático  | 55    | 1,13 / 100,00   | 12,62 |
|                         | Outros                         | 119   | 2,45 / 100,00   |       |
| Votos Inválidos         | Votos Inválidos                | 132   | 2,71 / 100,00   | 0,66  |
| Total                   | Total                          | 4 869 | 100,00 / 100,00 |       |
| Eleitorado/Participação | Eleitorado/Participação        | 6 893 | 70,64 / 100,00  | 3,87  |

### Carregal do Sal
| Partido                 | Partido                        | Votos | %               | +/-   |
| ----------------------- | ------------------------------ | ----- | --------------- | ----- |
|                         | Partido Social Democrata       | 3 917 | 65,28 / 100,00  | 20,69 |
|                         | Partido Socialista             | 1 083 | 18,05 / 100,00  | 1,74  |
|                         | Centro Democrático e Social    | 306   | 5,10 / 100,00   | 8,24  |
|                         | Coligação Democrática Unitária | 208   | 3,47 / 100,00   | 1,15  |
|                         | Partido da Democracia Cristã   | 113   | 1,88 / 100,00   | 0,81  |
|                         | Partido Renovador Democrático  | 88    | 1,47 / 100,00   | 9,40  |
|                         | Outros                         | 141   | 2,34 / 100,00   |       |
| Votos Inválidos         | Votos Inválidos                | 144   | 2,40 / 100,00   | 0,28  |
| Total                   | Total                          | 6 000 | 100,00 / 100,00 |       |
| Eleitorado/Participação | Eleitorado/Participação        | 9 076 | 66,11 / 100,00  | 1,38  |

### Castro Daire
| Partido                 | Partido                        | Votos  | %               | +/-   |
| ----------------------- | ------------------------------ | ------ | --------------- | ----- |
|                         | Partido Social Democrata       | 6 786  | 66,94 / 100,00  | 23,76 |
|                         | Partido Socialista             | 1 512  | 14,91 / 100,00  | 5,40  |
|                         | Centro Democrático e Social    | 675    | 6,66 / 100,00   | 12,22 |
|                         | Partido da Democracia Cristã   | 225    | 2,22 / 100,00   | 0,65  |
|                         | Coligação Democrática Unitária | 222    | 2,19 / 100,00   | 1,48  |
|                         | Partido Renovador Democrático  | 135    | 1,33 / 100,00   | 5,55  |
|                         | Outros                         | 276    | 2,72 / 100,00   |       |
| Votos Inválidos         | Votos Inválidos                | 307    | 3,03 / 100,00   | 0,12  |
| Total                   | Total                          | 10 138 | 100,00 / 100,00 |       |
| Eleitorado/Participação | Eleitorado/Participação        | 15 452 | 65,61 / 100,00  | 1,06  |

### Cinfães
| Partido                 | Partido                        | Votos  | %               | +/-   |
| ----------------------- | ------------------------------ | ------ | --------------- | ----- |
|                         | Partido Social Democrata       | 8 303  | 62,65 / 100,00  | 29,05 |
|                         | Partido Socialista             | 2 698  | 20,36 / 100,00  | 1,37  |
|                         | Centro Democrático e Social    | 631    | 4,76 / 100,00   | 10,90 |
|                         | Coligação Democrática Unitária | 349    | 2,63 / 100,00   | 3,17  |
|                         | Partido da Democracia Cristã   | 273    | 2,06 / 100,00   | 0,68  |
|                         | Partido Renovador Democrático  | 253    | 1,91 / 100,00   | 12,82 |
|                         | Outros                         | 335    | 2,54 / 100,00   |       |
| Votos Inválidos         | Votos Inválidos                | 412    | 3,11 / 100,00   | 0,40  |
| Total                   | Total                          | 13 254 | 100,00 / 100,00 |       |
| Eleitorado/Participação | Eleitorado/Participação        | 19 184 | 69,09 / 100,00  | 5,24  |

### Lamego
| Partido                 | Partido                        | Votos  | %               | +/-   |
| ----------------------- | ------------------------------ | ------ | --------------- | ----- |
|                         | Partido Social Democrata       | 10 711 | 62,74 / 100,00  | 30,35 |
|                         | Partido Socialista             | 3 177  | 18,61 / 100,00  | 0,67  |
|                         | Centro Democrático e Social    | 854    | 5,00 / 100,00   | 10,74 |
|                         | Coligação Democrática Unitária | 824    | 4,83 / 100,00   | 3,75  |
|                         | Partido Renovador Democrático  | 495    | 2,90 / 100,00   | 15,15 |
|                         | Partido da Democracia Cristã   | 224    | 1,31 / 100,00   | 0,52  |
|                         | Outros                         | 375    | 2,20 / 100,00   |       |
| Votos Inválidos         | Votos Inválidos                | 412    | 2,42 / 100,00   | 0,71  |
| Total                   | Total                          | 17 072 | 100,00 / 100,00 |       |
| Eleitorado/Participação | Eleitorado/Participação        | 24 017 | 71,08 / 100,00  | 1,90  |

### Mangualde
| Partido                 | Partido                        | Votos  | %               | +/-   |
| ----------------------- | ------------------------------ | ------ | --------------- | ----- |
|                         | Partido Social Democrata       | 6 470  | 56,92 / 100,00  | 22,68 |
|                         | Partido Socialista             | 2 659  | 23,39 / 100,00  | 2,65  |
|                         | Centro Democrático e Social    | 661    | 5,82 / 100,00   | 10,76 |
|                         | Coligação Democrática Unitária | 388    | 3,41 / 100,00   | 2,47  |
|                         | Partido Renovador Democrático  | 230    | 2,02 / 100,00   | 8,84  |
|                         | Partido Popular Monárquico     | 187    | 1,65 / 100,00   | -     |
|                         | Partido da Democracia Cristã   | 181    | 1,59 / 100,00   | 0,65  |
|                         | Outros                         | 256    | 2,24 / 100,00   |       |
| Votos Inválidos         | Votos Inválidos                | 334    | 2,94 / 100,00   | 0,31  |
| Total                   | Total                          | 11 366 | 100,00 / 100,00 |       |
| Eleitorado/Participação | Eleitorado/Participação        | 17 371 | 65,43 / 100,00  | 4,38  |

### Moimenta da Beira
| Partido                 | Partido                        | Votos | %               | +/-   |
| ----------------------- | ------------------------------ | ----- | --------------- | ----- |
|                         | Partido Social Democrata       | 4 038 | 62,04 / 100,00  | 29,61 |
|                         | Partido Socialista             | 999   | 15,35 / 100,00  | 4,10  |
|                         | Centro Democrático e Social    | 676   | 10,39 / 100,00  | 17,70 |
|                         | Coligação Democrática Unitária | 254   | 3,90 / 100,00   | 3,17  |
|                         | Partido da Democracia Cristã   | 132   | 2,03 / 100,00   | 0,30  |
|                         | Partido Renovador Democrático  | 69    | 1,06 / 100,00   | 4,82  |
|                         | Outros                         | 137   | 2,11 / 100,00   |       |
| Votos Inválidos         | Votos Inválidos                | 204   | 3,14 / 100,00   | 0,06  |
| Total                   | Total                          | 6 509 | 100,00 / 100,00 |       |
| Eleitorado/Participação | Eleitorado/Participação        | 9 760 | 66,69 / 100,00  | 0,77  |

### Mortágua
| Partido                 | Partido                        | Votos | %               | +/-   |
| ----------------------- | ------------------------------ | ----- | --------------- | ----- |
|                         | Partido Social Democrata       | 3 547 | 61,61 / 100,00  | 18,18 |
|                         | Partido Socialista             | 1 421 | 24,68 / 100,00  | 4,63  |
|                         | Centro Democrático e Social    | 196   | 3,40 / 100,00   | 7,95  |
|                         | Coligação Democrática Unitária | 167   | 2,90 / 100,00   | 2,35  |
|                         | Partido da Democracia Cristã   | 66    | 1,15 / 100,00   | 0,23  |
|                         | Outros                         | 181   | 3,16 / 100,00   |       |
| Votos Inválidos         | Votos Inválidos                | 179   | 3,10 / 100,00   | 0,76  |
| Total                   | Total                          | 5 757 | 100,00 / 100,00 |       |
| Eleitorado/Participação | Eleitorado/Participação        | 9 150 | 62,92 / 100,00  | 2,11  |

### Nelas
| Partido                 | Partido                        | Votos  | %               | +/-   |
| ----------------------- | ------------------------------ | ------ | --------------- | ----- |
|                         | Partido Social Democrata       | 4 536  | 55,04 / 100,00  | 20,86 |
|                         | Partido Socialista             | 2 212  | 26,84 / 100,00  | 2,84  |
|                         | Centro Democrático e Social    | 414    | 5,02 / 100,00   | 8,82  |
|                         | Coligação Democrática Unitária | 339    | 4,11 / 100,00   | 2,20  |
|                         | Partido Renovador Democrático  | 217    | 2,63 / 100,00   | 12,05 |
|                         | Partido da Democracia Cristã   | 102    | 1,24 / 100,00   | 0,36  |
|                         | Outros                         | 191    | 2,32 / 100,00   |       |
| Votos Inválidos         | Votos Inválidos                | 230    | 2,79 / 100,00   | 0,24  |
| Total                   | Total                          | 8 241  | 100,00 / 100,00 |       |
| Eleitorado/Participação | Eleitorado/Participação        | 11 954 | 68,94 / 100,00  | 0,03  |

### Oliveira de Frades
| Partido                 | Partido                        | Votos | %               | +/-   |
| ----------------------- | ------------------------------ | ----- | --------------- | ----- |
|                         | Partido Social Democrata       | 4 334 | 69,18 / 100,00  | 23,90 |
|                         | Partido Socialista             | 945   | 15,08 / 100,00  | 3,82  |
|                         | Centro Democrático e Social    | 426   | 6,80 / 100,00   | 13,45 |
|                         | Coligação Democrática Unitária | 110   | 1,76 / 100,00   | 1,61  |
|                         | Partido da Democracia Cristã   | 98    | 1,56 / 100,00   | 0,15  |
|                         | Partido Renovador Democrático  | 77    | 1,23 / 100,00   | 5,49  |
|                         | Outros                         | 115   | 1,84 / 100,00   |       |
| Votos Inválidos         | Votos Inválidos                | 160   | 2,55 / 100,00   | 0,49  |
| Total                   | Total                          | 6 265 | 100,00 / 100,00 |       |
| Eleitorado/Participação | Eleitorado/Participação        | 8 018 | 78,14 / 100,00  | 2,62  |

### Penalva do Castelo
| Partido                 | Partido                        | Votos | %               | +/-   |
| ----------------------- | ------------------------------ | ----- | --------------- | ----- |
|                         | Partido Social Democrata       | 3 398 | 64,59 / 100,00  | 26,65 |
|                         | Partido Socialista             | 900   | 17,11 / 100,00  | 6,51  |
|                         | Centro Democrático e Social    | 389   | 7,39 / 100,00   | 14,32 |
|                         | Partido da Democracia Cristã   | 114   | 2,17 / 100,00   | 1,12  |
|                         | Coligação Democrática Unitária | 95    | 1,81 / 100,00   | 1,59  |
|                         | Partido Renovador Democrático  | 67    | 1,27 / 100,00   | 5,42  |
|                         | Outros                         | 120   | 2,29 / 100,00   |       |
| Votos Inválidos         | Votos Inválidos                | 178   | 3,38 / 100,00   | 0,14  |
| Total                   | Total                          | 5 261 | 100,00 / 100,00 |       |
| Eleitorado/Participação | Eleitorado/Participação        | 8 089 | 65,04 / 100,00  | 0,97  |

### Penedono
| Partido                 | Partido                        | Votos | %               | +/-   |
| ----------------------- | ------------------------------ | ----- | --------------- | ----- |
|                         | Partido Social Democrata       | 1 220 | 59,11 / 100,00  | 21,11 |
|                         | Partido Socialista             | 359   | 17,39 / 100,00  | 0,87  |
|                         | Centro Democrático e Social    | 114   | 5,52 / 100,00   | 9,65  |
|                         | Partido Renovador Democrático  | 109   | 5,28 / 100,00   | 7,29  |
|                         | Coligação Democrática Unitária | 78    | 3,78 / 100,00   | 2,06  |
|                         | Partido da Democracia Cristã   | 38    | 1,84 / 100,00   | 0,22  |
|                         | Outros                         | 60    | 2,90 / 100,00   |       |
| Votos Inválidos         | Votos Inválidos                | 86    | 4,17 / 100,00   | 1,23  |
| Total                   | Total                          | 2 064 | 100,00 / 100,00 |       |
| Eleitorado/Participação | Eleitorado/Participação        | 3 280 | 62,93 / 100,00  | 0,29  |

### Resende
| Partido                 | Partido                        | Votos  | %               | +/-   |
| ----------------------- | ------------------------------ | ------ | --------------- | ----- |
|                         | Partido Social Democrata       | 5 098  | 67,04 / 100,00  | 17,78 |
|                         | Partido Socialista             | 1 465  | 19,27 / 100,00  | 0,72  |
|                         | Centro Democrático e Social    | 243    | 3,20 / 100,00   | 4,13  |
|                         | Coligação Democrática Unitária | 154    | 2,03 / 100,00   | 1,90  |
|                         | Partido Renovador Democrático  | 132    | 1,74 / 100,00   | 9,79  |
|                         | Partido da Democracia Cristã   | 101    | 1,33 / 100,00   | 0,35  |
|                         | Outros                         | 200    | 2,63 / 100,00   |       |
| Votos Inválidos         | Votos Inválidos                | 211    | 2,78 / 100,00   | 1,00  |
| Total                   | Total                          | 7 604  | 100,00 / 100,00 |       |
| Eleitorado/Participação | Eleitorado/Participação        | 11 186 | 67,98 / 100,00  | 3,98  |

### Santa Comba Dão
| Partido                 | Partido                        | Votos  | %               | +/-   |
| ----------------------- | ------------------------------ | ------ | --------------- | ----- |
|                         | Partido Social Democrata       | 5 339  | 68,70 / 100,00  | 25,63 |
|                         | Partido Socialista             | 1 431  | 18,41 / 100,00  | 5,01  |
|                         | Centro Democrático e Social    | 308    | 3,96 / 100,00   | 9,59  |
|                         | Coligação Democrática Unitária | 122    | 1,57 / 100,00   | 1,92  |
|                         | Partido da Democracia Cristã   | 104    | 1,34 / 100,00   | 0,15  |
|                         | Outros                         | 242    | 3,11 / 100,00   |       |
| Votos Inválidos         | Votos Inválidos                | 226    | 2,91 / 100,00   | 1,11  |
| Total                   | Total                          | 7 772  | 100,00 / 100,00 |       |
| Eleitorado/Participação | Eleitorado/Participação        | 10 601 | 73,31 / 100,00  | 0,50  |

### São João da Pesqueira
| Partido                 | Partido                        | Votos | %               | +/-   |
| ----------------------- | ------------------------------ | ----- | --------------- | ----- |
|                         | Partido Social Democrata       | 2 913 | 61,02 / 100,00  | 26,42 |
|                         | Partido Socialista             | 819   | 17,16 / 100,00  | 2,94  |
|                         | Centro Democrático e Social    | 340   | 7,12 / 100,00   | 8,59  |
|                         | Coligação Democrática Unitária | 208   | 4,36 / 100,00   | 3,66  |
|                         | Partido Renovador Democrático  | 70    | 1,47 / 100,00   | 9,80  |
|                         | Partido da Democracia Cristã   | 60    | 1,26 / 100,00   | 0,05  |
|                         | Outros                         | 175   | 3,68 / 100,00   |       |
| Votos Inválidos         | Votos Inválidos                | 189   | 3,96 / 100,00   | 0,48  |
| Total                   | Total                          | 4 774 | 100,00 / 100,00 |       |
| Eleitorado/Participação | Eleitorado/Participação        | 7 591 | 62,89 / 100,00  | 1,55  |

### São Pedro do Sul
| Partido                 | Partido                        | Votos  | %               | +/-   |
| ----------------------- | ------------------------------ | ------ | --------------- | ----- |
|                         | Partido Social Democrata       | 6 306  | 55,72 / 100,00  | 22,26 |
|                         | Partido Socialista             | 2 463  | 21,76 / 100,00  | 1,29  |
|                         | Centro Democrático e Social    | 827    | 7,31 / 100,00   | 9,74  |
|                         | Coligação Democrática Unitária | 506    | 4,47 / 100,00   | 3,01  |
|                         | Partido Renovador Democrático  | 326    | 2,88 / 100,00   | 11,27 |
|                         | Partido da Democracia Cristã   | 208    | 1,84 / 100,00   | 0,73  |
|                         | Outros                         | 294    | 2,60 / 100,00   |       |
| Votos Inválidos         | Votos Inválidos                | 387    | 3,42 / 100,00   | 0,26  |
| Total                   | Total                          | 11 317 | 100,00 / 100,00 |       |
| Eleitorado/Participação | Eleitorado/Participação        | 16 617 | 68,10 / 100,00  | 0,42  |

### Sátão
| Partido                 | Partido                       | Votos  | %               | +/-   |
| ----------------------- | ----------------------------- | ------ | --------------- | ----- |
|                         | Partido Social Democrata      | 4 732  | 65,38 / 100,00  | 30,01 |
|                         | Centro Democrático e Social   | 1 143  | 15,79 / 100,00  | 21,35 |
|                         | Partido Socialista            | 847    | 11,70 / 100,00  | 3,22  |
|                         | Partido da Democracia Cristã  | 87     | 1,20 / 100,00   | 0,37  |
|                         | Partido Renovador Democrático | 81     | 1,12 / 100,00   | 4,71  |
|                         | Outros                        | 155    | 2,14 / 100,00   |       |
| Votos Inválidos         | Votos Inválidos               | 193    | 2,67 / 100,00   | 0,22  |
| Total                   | Total                         | 7 238  | 100,00 / 100,00 |       |
| Eleitorado/Participação | Eleitorado/Participação       | 10 888 | 66,48 / 100,00  | 1,18  |

### Sernancelhe
| Partido                 | Partido                        | Votos | %               | +/-   |
| ----------------------- | ------------------------------ | ----- | --------------- | ----- |
|                         | Partido Social Democrata       | 2 343 | 60,51 / 100,00  | 27,42 |
|                         | Centro Democrático e Social    | 616   | 15,91 / 100,00  | 20,73 |
|                         | Partido Socialista             | 563   | 14,54 / 100,00  | 0,36  |
|                         | Partido da Democracia Cristã   | 60    | 1,55 / 100,00   | 0,15  |
|                         | Coligação Democrática Unitária | 48    | 1,24 / 100,00   | 1,13  |
|                         | Outros                         | 118   | 3,04 / 100,00   |       |
| Votos Inválidos         | Votos Inválidos                | 124   | 3,20 / 100,00   | 0,07  |
| Total                   | Total                          | 3 872 | 100,00 / 100,00 |       |
| Eleitorado/Participação | Eleitorado/Participação        | 5 734 | 67,53 / 100,00  | 0,20  |

### Tabuaço
| Partido                 | Partido                        | Votos | %               | +/-   |
| ----------------------- | ------------------------------ | ----- | --------------- | ----- |
|                         | Partido Social Democrata       | 2 877 | 62,21 / 100,00  | 36,35 |
|                         | Centro Democrático e Social    | 690   | 14,92 / 100,00  | 23,75 |
|                         | Partido Socialista             | 533   | 11,52 / 100,00  | 2,85  |
|                         | Coligação Democrática Unitária | 102   | 2,21 / 100,00   | 0,78  |
|                         | Partido Renovador Democrático  | 77    | 1,66 / 100,00   | 10,05 |
|                         | Partido da Democracia Cristã   | 72    | 1,56 / 100,00   | 0,35  |
|                         | Outros                         | 108   | 2,34 / 100,00   |       |
| Votos Inválidos         | Votos Inválidos                | 166   | 3,59 / 100,00   | 0,82  |
| Total                   | Total                          | 4 625 | 100,00 / 100,00 |       |
| Eleitorado/Participação | Eleitorado/Participação        | 6 441 | 71,81 / 100,00  | 0,26  |

### Tarouca
| Partido                 | Partido                        | Votos | %               | +/-   |
| ----------------------- | ------------------------------ | ----- | --------------- | ----- |
|                         | Partido Social Democrata       | 2 866 | 69,28 / 100,00  | 28,49 |
|                         | Partido Socialista             | 335   | 8,10 / 100,00   | 1,81  |
|                         | Coligação Democrática Unitária | 261   | 6,31 / 100,00   | 3,37  |
|                         | Centro Democrático e Social    | 234   | 5,66 / 100,00   | 16,43 |
|                         | Partido Renovador Democrático  | 100   | 2,42 / 100,00   | 7,89  |
|                         | Partido da Democracia Cristã   | 97    | 2,34 / 100,00   | 0,87  |
|                         | Outros                         | 91    | 2,21 / 100,00   |       |
| Votos Inválidos         | Votos Inválidos                | 153   | 3,70 / 100,00   | 0,25  |
| Total                   | Total                          | 4 137 | 100,00 / 100,00 |       |
| Eleitorado/Participação | Eleitorado/Participação        | 6 467 | 63,97 / 100,00  | 2,72  |

### Tondela
| Partido                 | Partido                           | Votos  | %               | +/-   |
| ----------------------- | --------------------------------- | ------ | --------------- | ----- |
|                         | Partido Social Democrata          | 12 762 | 63,00 / 100,00  | 22,13 |
|                         | Partido Socialista                | 3 325  | 16,41 / 100,00  | 3,29  |
|                         | Centro Democrático e Social       | 1 598  | 7,89 / 100,00   | 15,29 |
|                         | Partido Socialista Revolucionário | 723    | 3,57 / 100,00   | 3,25  |
|                         | Coligação Democrática Unitária    | 460    | 2,27 / 100,00   | 1,10  |
|                         | Partido da Democracia Cristã      | 400    | 1,97 / 100,00   | 0,95  |
|                         | Partido Renovador Democrático     | 206    | 1,02 / 100,00   | 6,07  |
|                         | Outros                            | 243    | 1,21 / 100,00   |       |
| Votos Inválidos         | Votos Inválidos                   | 539    | 2,66 / 100,00   | 0,36  |
| Total                   | Total                             | 20 256 | 100,00 / 100,00 |       |
| Eleitorado/Participação | Eleitorado/Participação           | 28 045 | 72,23 / 100,00  | 0,23  |

### Vila Nova de Paiva
| Partido                 | Partido                        | Votos | %               | +/-   |
| ----------------------- | ------------------------------ | ----- | --------------- | ----- |
|                         | Partido Social Democrata       | 2 327 | 68,40 / 100,00  | 28,28 |
|                         | Centro Democrático e Social    | 389   | 11,43 / 100,00  | 18,23 |
|                         | Partido Socialista             | 321   | 9,44 / 100,00   | 4,58  |
|                         | Partido da Democracia Cristã   | 82    | 2,41 / 100,00   | 0,96  |
|                         | Coligação Democrática Unitária | 38    | 1,12 / 100,00   | 0,67  |
|                         | Outros                         | 93    | 2,72 / 100,00   |       |
| Votos Inválidos         | Votos Inválidos                | 152   | 4,46 / 100,00   | 0,10  |
| Total                   | Total                          | 3 402 | 100,00 / 100,00 |       |
| Eleitorado/Participação | Eleitorado/Participação        | 5 243 | 64,89 / 100,00  | 3,14  |

### Viseu
| Partido                 | Partido                        | Votos  | %               | +/-   |
| ----------------------- | ------------------------------ | ------ | --------------- | ----- |
|                         | Partido Social Democrata       | 30 855 | 65,49 / 100,00  | 28,79 |
|                         | Partido Socialista             | 8 697  | 18,46 / 100,00  | 1,31  |
|                         | Centro Democrático e Social    | 3 180  | 6,75 / 100,00   | 14,54 |
|                         | Coligação Democrática Unitária | 1 179  | 2,50 / 100,00   | 2,03  |
|                         | Partido Renovador Democrático  | 802    | 1,70 / 100,00   | 10,55 |
|                         | Partido da Democracia Cristã   | 521    | 1,11 / 100,00   | 0,16  |
|                         | Outros                         | 772    | 1,64 / 100,00   |       |
| Votos Inválidos         | Votos Inválidos                | 1 105  | 2,34 / 100,00   | 0,42  |
| Total                   | Total                          | 47 111 | 100,00 / 100,00 |       |
| Eleitorado/Participação | Eleitorado/Participação        | 65 368 | 72,07 / 100,00  | 1,35  |

### Vouzela
| Partido                 | Partido                        | Votos  | %               | +/-   |
| ----------------------- | ------------------------------ | ------ | --------------- | ----- |
|                         | Partido Social Democrata       | 4 955  | 65,11 / 100,00  | 23,16 |
|                         | Partido Socialista             | 1 435  | 18,86 / 100,00  | 1,83  |
|                         | Centro Democrático e Social    | 502    | 6,60 / 100,00   | 12,43 |
|                         | Partido Renovador Democrático  | 156    | 2,05 / 100,00   | 6,96  |
|                         | Coligação Democrática Unitária | 152    | 2,00 / 100,00   | 1,63  |
|                         | Partido da Democracia Cristã   | 106    | 1,39 / 100,00   | 0,26  |
|                         | Outros                         | 130    | 1,71 / 100,00   |       |
| Votos Inválidos         | Votos Inválidos                | 174    | 2,29 / 100,00   | 0,51  |
| Total                   | Total                          | 7 610  | 100,00 / 100,00 |       |
| Eleitorado/Participação | Eleitorado/Participação        | 10 442 | 72,88 / 100,00  | 0,81  |